# A bűvös szekrény
A bűvös szekrény Farkas Ferenc a Magyar Állami Operaházban 1942. április 22-én bemutatott kétfelvonásos operája, amely az Ezeregyéjszaka egyik történetét dolgozza fel.

## Az opera története
Farkas Ferencet már akkor érdekelte a Bűvös szekrény meséje, amikor még csak a Zeneakadémia hallgatója volt. Tetszett neki a történet játékos humora és a karakterek változatossága. Ezenkívül felismerte, hogy a cselekmény kínálja a zene számára azt a fajta formai megoldást, hogy az I. felvonás az expozíció szerepét betöltve olyan karakterizáló jellemeket vonultasson fel, amelyek a II. felvonásban maguktól érthetően térhetnek vissza, fonódhatnak össze a szekrénybe zárt szerencsétlenek szólamában. A bemutató előadás végül 1942. április 22-én zajlott le a Magyar Állami Operaházban és azóta több felújítást is megért, de az utóbbi évtizedekben eltűnt a színpadokról. 1943-ban az opera színre került Kolozsvárott valamint a németországi Erfurtban és Gerában is, 1952-ben pedig Plauenben mutatták be.
Az opera librettóját Kunszery Gyula készítette. Szellemes, gördülékeny, jól énekelhető versekbe öntötte az Ezeregy éjszaka egyik derűs kis történetét. A 60-as években rádiófelvétel is készült a darabból.

## Az opera szereplői és helyszínei
| Szereplő           | Hangfekvés    |
| ------------------ | ------------- |
| Zulejka            | szoprán       |
| Hasszán, a férje   | tenor         |
| A kádi             | bassz-bariton |
| A vezír            | bariton       |
| A mufti            | basszus       |
| Az asztalos mester | tenor         |
| Első odaliszk      | mezzoszoprán  |
| Második odaliszk   | mezzoszoprán  |
| Harmadik odaliszk  | alt           |

- Kórus: asztalos legények, szomszédok
- Történik: Egy képzeletbeli keleti országban, mesebeli időkben
- Színhelyek
  - I. felvonás: 1. kép: a kádi hivatala; 2. kép: a vezír szobája; 3. kép: a mecset; 4. kép: asztalosműhely
  - II. felvonás: Zulejka és Hasszán otthona
- Játékidő: másfél óra

## Az opera cselekménye

### I. felvonás
A zenekari bevezető után a három odaliszk lép színre, akik minden jelenet előtt megjelennek és konferálják az eseményeket. Ezúttal röviden elmondják az előtörténetet: Zulejka férje összeakaszkodott a város egyik elöljárójával, aki Hasszánt végül bebörtönöztette. Hogy a szökés eszébe se jusson, még egy ágyúgolyóval is megnehezítették a szerencsétlen lábát. Zulejka pedig hiába várta haza férjét, így hát felkerekedett, hogy felkeresse a kádit.
1. kép: A kádi hivatalos gondjaival van elfoglalva: töri a fejét, mivel töltse munkaideje alatt a semmittevés óráit. Ekkor jelentik neki Zulejkát, aki igencsak szép asszony hírében áll, és előadja mi történt a férjével. Kéri a kádit, valahogy orvosolja a férjén esett sérelmeket. A kádi válasza: valamit valamiért. Ő szívesen segít az elkeseredett asszonynak, ha ez cserébe vele tölt egy szerelmes órácskát. És mivel szerinte az ilyen fizetségen jobb minél előbb túllenni, Zulejka csak nagy nehezen szabadul meg tőle. Végül abban maradnak, hogy az este a kádi majd ellátogat hozzá.
Az odaliszkok elmondják: Zulejka úgy gondolta jobb, ha több vasat tart a tűzbe ezért, nem árt, ha a kádi mellett felkeresi a Vezírt is, hiszen mégiscsak ő minden hatalom parancsnoka a városban.
2. kép: A Vezír készségesen végig hallgatja a szépasszony siralmát, és mivel ő is férfi, hát ő is nagyon szívesen segít. Zulejka ravaszul előadja, hogy neki semmije sincs, amivel egy ekkora úr szolgálatait meg tudná hálálni, ezért felteszi a kérdést: milyen fizetséggel szolgálhatna egy szegény asszony egy ekkora hatalmasságnak? A Vezír persze ugyanazt kéri, mint a kádi és persze ő is szeretne mindjárt túlesni a dolgon. De Zulejka az ő esetében is kitér az azonnali fizetség elől és még egy légyottot beszél meg kora estére.
Az odaliszkok jönnek és elmondják, hogy Zulejka még ezzel sem érte be. Kitalálta, hogy felkeresi a muftit is, aki a mohamedánok legfőbb lelkipásztora.
3. kép: A vén pap is meghallgatja Zulejkát és a következőt mondja neki: a nagy bajban csak Allah segíthet, de Allah csak akkor fordítja szemeit a halandók gondjaira, ha azok áldozatukkal odacsalogatják isteni tekintetét. És persze az áldozat nem más, mint Zulejka. Persze Allah a főpapra bízza, hogy az ő nevében elvegye a nőtől a neki szánt ajándékot. Ha Allah megkap mindent, Hasszán biztosan ki fog szabadulni. Így hát Zulejka megbeszéli a pappal az újabb esti légyottot.
Az odaliszkok izgatottan szaladnak a színpadra: vajon mi fog kikerekedni ebből a furcsa históriából?
4. kép: Zulejka ezúttal az asztalosmestert keresi fel, hogy egy akkora szekrényt rendeljen tőle, amelyben négy felnőtt férfi is elférne. Az asztalos nem akarja elvállalni a munkát: vásárra készül és a sok a dolga, nincs neki erre ideje. De mikor Zulejka elmondja, hogy a fizetség ő maga lenne, a mester mindjárt beleegyezik a dologba: a szekrény még aznap délután kész lesz. Ekkor a szépasszony megkéri, hogy a bútor három rekeszét toldja meg egy negyedikkel is.

### II. felvonás
Zulejka epekedő monológja után az asztaloslegények meghozzák a szekrényt négy rekesszel és a rekeszek ajtajában négy kulccsal. A legények után rögtön színre lép a kádi. Hozza a Hasszán szabadságát jelentő papírost, lepecsételi és ezzel el is végezte a dolgát. Most a szépasszonyon a sor, ekkor azonban kopogás hallatszik. Zulejka elsápad: biztosan a sógora, aki olyan dühös ember, hogy ha meglátja itt a kádit, akkor nem fog jótállni magáért. Ezért a kádit gyorsan bebújtatja a szekrénybe.
Persze nem a dühös sógor jött, hanem a mufti és a fővezír. A két vén ember gyanakodva méregetni egymást és dühösek vendéglátójukra is: milyen dolog már egyszerre két udvarlót meghívni? Vagy talán végig a bolondját járatta velük?
Ekkor azonban megint megzörgetik az ajtót, mégpedig jó hangosan. Zulejka ismét megrémül: ez biztos megint egy rokon, aki a feleség hűségét kéri számon. Gyorsan, az uraknak el kell bújniuk valahova. Így hát a mufti és a vezír is a szekrénybe kerül. Persze megint csak vaklárma: csak a negyedik udvarló, az asztalos jött a fizetségért. Zulejka azonban nem akar fizetni, mondván ő olyan szekrényt rendelt, amibe bele fér négy felnőtt férfi, ebbe pedig nemigen fér bele, ha nem hiszi próbálja ki. Így lesz a mester is a bűvös szekrény foglya.
Zulejka gyorsan elrohan a férjéért a hoppon maradt szeretők pedig hamar rájönnek, hogy átverték őket. Ordibálni, dörömbölni kezdenek, hogy engedjék ki őket. A nagy zajra összesereglik a szomszédság és megállapítja, hogy a házat megszállták a rossz szellemek, a szekrényből is ők ordítoznak, márpedig csak egyetlen ellenszer van ellenük: a tűz. Meg kell gyújtani a szekrényt, hadd égjenek el a gonosz démonok. Végül azonban megsejtik, miről lehet szó és kiengedik a lóvá tett lovagokat. Közben Zulejka is visszatér a kiszabadult Hasszánnal, és mindenki boldogan ünnepli, hogy lám, mégiscsak győzött az igaz szerelem.

## Az opera zenéje
Farkas zenéje az 1930-as évek formavilágát tükrözi, könnyen befogadható, egyértelműen az újklasszicizmus szellemében fogant. A téma újszerű, mert nem akar semmilyen programot vagy ideológiát kifejezi vele a szerzőpáros, hanem a szórakoztatás, az élvezhetőséget tekintik az első rangú feladatuknak. Nem népies hangvételű: az olasz neoklasszicizmus hangján szól.
A történetet a maszkos karakterek révén vált ábrázolhatóvá Farkas számára. Az első felvonás jeleneteinek atmoszféráját egy-egy illusztratív jellem téma adja meg. Ezek a témák gyakran egyszólamúak, mozgást ábrázolók, jellemző erejük bábszínházi, rajzfilmzenei módján közvetlenek. Ezt a sokféleséget ellensúlyozza a női főszereplő autonóm zenei eszközökkel történő megjelenítése. Zulejka vonós jellemtémája emeli át a történetet a meseszerű zsánerképből egy érzékibb szférába.
Az első felvonás jelenetei egy életerős olaszos vígoperai szcénává növekednek. A dallamírás egyszerű, de ez nem zárja ki a választékos ritmikai megoldásokat. A dalszerű énekbeszéd spontán jellege ritka telitalálat a magyar operairodalomban, azonban a rugalmasabb recitativók hiánya hozzájárulhat, hogy az előadás tagolatlanná, drámailag egyenetlenné váljon. A zene egyik érdekessége a tempók hirtelen fellépő erős hullámzása. Olykor érezhető a népdalhoz hasonló hangvétel, de ez nem jellemző. Az egyes képeket a narrátor szerepét betöltő odaliszkek vidám tercettje köti össze.
Egyesek az első felvonást egy hatalmas expozíciónak tekintik, amelyben a szerző fölvonultatja a különböző figurák zenei jellemrajzát, hogy majd a második felvonásban, mikor az események felgyorsulnak, ezek segítsenek a szereplők könnyebb felismerésében.

## CD kiadás
Zulejka - László Margit, Hasszán - Bartha Alfonz, Kádi - Dene József, Vezír - Radnai György, Mufti - Gregor József, Asztalosmester - Réti József, Első odaliszk - Déry Gabriella, Második odaliszk - Sándor Judit, Harmadik odaliszk - Barlay Zsuzsa, Első szolga - Tőkés Albert, Második szolga - Michels János; Közreműködik: a Magyar Rádió és Televízió Szimfonikus Zenekara és Énekkara; vezényel: Vaszy Viktor; felvétel helye és ideje: Magyar Rádió stúdiója 1975; kiadás éve: 2005 Hungaroton 2 CD HCD 32419-20

## Külső hivatkozások
- Az opera szövegkönyve